# Гаррісон (округ, Кентуккі)
Шаблон:StateAbbr_ 38°26′ пн. ш. 84°20′ зх. д. / 38.44° пн. ш. 84.33° зх. д.
Округ  Гаррісон (англ. Harrison County) — округ (графство) у штаті  Кентуккі, США. Ідентифікатор округу 21097.

## Історія
Округ утворений 1793 року.

## Демографія
За даними перепису 
2000 року 
загальне населення округу становило 17983 осіб, зокрема міського населення було 6495, а сільського — 11488.
Серед мешканців округу чоловіків було 8761, а жінок — 9222. В окрузі було 7012 домогосподарства, 5065 родин, які мешкали в 7660 будинках.
Середній розмір родини становив 2,99.
Віковий розподіл населення поданий у таблиці:
| Стать    | До 15 років | 15-21 | 22-29 | 30-39 | 40-49 | 50-65 | 65-85 | Понад 85 |
| -------- | ----------- | ----- | ----- | ----- | ----- | ----- | ----- | -------- |
| Чоловіки | 1870        | 871   | 849   | 1359  | 1367  | 1467  | 893   | 85       |
| Жінки    | 1820        | 809   | 886   | 1366  | 1426  | 1481  | 1201  | 233      |

## Суміжні округи
- Пендлтон — північ
- Бракен — північний схід
- Робертсон — північний схід
- Ніколас — південний схід
- Бурбон — південний схід
- Скотт — південний захід
- Грант — північний захід

## Виноски
1. ↑  U.S. Decennial Census. United States Census Bureau. Архів оригіналу за 12 травня 2015. Процитовано 16 серпня 2014.
2. ↑  Historical Census Browser. University of Virginia Library. Архів оригіналу за 11 серпня 2012. Процитовано 16 серпня 2014.
3. ↑  Population of Counties by Decennial Census: 1900 to 1990. United States Census Bureau. Архів оригіналу за 13 жовтня 2014. Процитовано 16 серпня 2014.
4. ↑  Census 2000 PHC-T-4. Ranking Tables for Counties: 1990 and 2000 (PDF). United States Census Bureau. Архів оригіналу (PDF) за 18 грудня 2014. Процитовано 16 серпня 2014.
5. ↑  State & County QuickFacts. United States Census Bureau. Архів оригіналу за 7 червня 2011. Процитовано 8 березня 2014.(англ.) Наведено за англійською вікіпедією.
6. ↑  American FactFinder. Бюро перепису населення США. Архів оригіналу за 21 травня 2008. Процитовано 31 січня 2008.

| США | Це незавершена стаття з географії США. Ви можете допомогти проєкту, виправивши або дописавши її. |